# توسع مقدونيا تحت حكم فيليب الثاني
في عهد فيليب الثاني (359-336 قبل الميلاد)، سيطرت مملكة مقدونيا، التي كانت في البداية في محيط اليونان الكلاسيكية، على اليونان القديمة لفترة 25 عامًا فقط، ويرجع الفضل في ذلك إلى حد كبير إلى شخصية وسياسات ملكها. بالإضافة إلى استخدام الدبلوماسية الفعالة وتحالفات الزواج لتحقيق أهدافه السياسية، كان فيليب الثاني مسؤولاً عن إصلاح الجيش المقدوني القديم ليصبح قوة قتالية فعالة. أصبحت الكتائب المقدونية السمة المميزة للجيش المقدوني خلال فترة حكمه والفترة الهلنستية اللاحقة. استخدم جيشه ومهندسوه أيضًا على نطاق واسع آليات الحصار.
كانت مقدونيا في عهد فيليب الثاني منشغلة في البداية بالحروب مع الإليريين والتراقيين الغزاة. كان الحاكم كيرسيبليبتيس من بين أعداء فيليب التراقيين، الذي ربما يكون قد نسق تحالفًا مؤقتًا مع أثينا. في سلسلة من الحملات التي امتدت من 356 إلى 340 قبل الميلاد، تمكن فيليب الثاني في نهاية المطاف من دهب كيرسيبليبتيس كمقْطَع تابع، واحتل أجزاءً كبيرة من تراقيا في هذه العملية وأسس مدنًا جديدة هناك مثل فيليبي وفيليبوبوليس (بلوفديف الحديثة، بلغاريا). حارب فيليب الثاني أيضًا ضد الملك الإيليري بارديليس، الذي هدد مقدونيا نفسها، وضد غرابوس وبلوراتوس في إليريا (المتركزة في ألبانيا الحالية).
شن فيليب الثاني في نهاية المطاف حملةً ضد مدينة أثينا وحلفائها في منطقة بحر إيجة، وكذلك طيبة بعد تراجع هيمنتها في البر الرئيسي لليونان. في الدفاع عن الرابطة البرمائية لدلفي وبالتزامن مع الرابطة الثيسالية، أصبحت مقدونيا لاعبًا رئيسيًا في الحرب المقدسة الثالثة (356-346 قبل الميلاد)، وهزمت الفوشيين، بقيادة أونومارخوس، في معركة ميدان كروكس عام 352 قبل الميلاد. بينما كان يستعد فيليب الثاني لشن هجوم مباشر على أثينا في 346 قبل الميلاد، التقى الملك المقدوني مع الممثلين الدبلوماسيين لأثينا الذين رتبوا معاهدة سلام تعرف باسم سلام الفيلوقراط. نتيجة لذلك، أصبحت مقدونيا وأثينا حلفاء، ومع ذلك اضطرت أثينا للتخلي عن مطالباتها بمدينة أمفيبوليس (في مقدونيا الوسطى حاليًا).
انهار سلام الفيلوقراط في النهاية مع اشتعال الأعمال العدائية بين أثينا ومقدونيا. ألقى ديموستينس، رجل الدولة الأثيني الذي كان مسؤولاً جزئياً عن هندسة معاهدة السلام، سلسلة من الخطب شجع زملائه الأثينيين على معارضة فيليب الثاني. تأمنت الهيمنة المقدونية على اليونان من خلال انتصارهم على جيش التحالف اليوناني بقيادة أثينا وطيبة، في معركة تشيرونيا عام 338 قبل الميلاد. في أعقاب ذلك، تأسس اتحاد الدول اليونانية المعروف باسم عصبة كورنثوس، الذي جلب هؤلاء الخصوم اليونانيين السابقين وغيرهم إلى تحالف رسمي مع مقدونيا. انتخبت عصبة كورنثوس فيليب ليكون استراتيجيوس (أي القائد الأعلى للقوات المسلحة) لغزو مخطط للإمبراطورية الأخمينية في بلاد فارس.  ومع ذلك، اغتيل فيليب قبل أن يتمكن من بدء الحملة، وهي المهمة التي وقعت بدلاً من ذلك على عاتق ابنه وخليفته الإسكندر الأكبر.

## خلفية

### اليونان في بدايات القرن الرابع قبل الميلاد
في أعقاب الحرب البيلوبونيسية، كانت مدينة إسبرطة العسكرية قادرة على فرض هيمنة على قلب اليونان الكلاسيكية (البيلوبونيسوس والبر الرئيسي لليونان جنوب ثيساليا)، وقد ضعفت دول هذه المنطقة بشدة بسبب الحرب. كانت هذه الدولة مستاءة من العديد من المدن اليونانية، والتي كانت تقليديًا مستقلة بشراسة، وأدت مباشرة إلى حرب كورنثوس من 395-387 قبل الميلاد. خرجت إسبرطة من هذا الصراع وبقيت هيمنتها متماسكة، وإن كان ذلك فقط نتيجة للتدخل الفارسي، ما أدى إلى ما يسمى بسلام الملك. ثبتت هشاشة هيمنة الإسبرطيين، وفي العقد التالي، ثارت طيبة ضد إسبرطة. لم يتمكن الإسبرطيون من إخماد الثورة بنجاح، ما أدى إلى استقلال طيبة بحكم الأمر الواقع. بعد ذلك، بعد عدة سنوات من الصراع المتقطع، التقى الطيبيون أخيرًا الإسبرطيين في معركة مفتوحة في ليوكترا (371 قبل الميلاد)، وتحت قيادة إيبامبنونداس لحقت هزيمة غير مسبوقة بالجيش الإسبرطي، ما أسفر عن مقتل الملك الإسبرطي كليومبروتوس الأول في هذه العملية.